# Jaume Domènech
Jaume Domènech Sánchez (Almenara, 5 de novembro de 1990) é um futebolista espanhol que atua como goleiro. Atualmente está sem clube.

## Carreira
Nascido em Almenara, na Comunidade Valenciana, Doménech começou nas canteras do Villarreal. Ele fez sua estreia profissional com o Villarreal C, e após disso foi emprestado ao CD Onda por um ano.

## Títulos
Valencia
- Copa do Rei: 2018–19